# Самохваловский сельсовет
Самохва́ловский сельсовет — упразднённое муниципальное образование в составе Шатровского района Курганской области России.
Центр — село Самохвалово.
Законом Курганской области от 12 мая 2021 года № 50 к 24 мая 2021 года упразднён в связи с преобразованием муниципального района в муниципальный округ.

## История
В соответствии с Законом Курганской области от 6 июля 2004 года № 419 сельсовет наделён статусом сельского поселения.

## Население
| 1989 | 2002  | 2004  | 2010 | 2012 | 2013 | 2014 |
| ---- | ----- | ----- | ---- | ---- | ---- | ---- |
| 1707 | ↘1237 | ↘1224 | ↘861 | ↘816 | ↘793 | ↘767 |
| 2015 | 2016  | 2017  | 2018 | 2019 | 2020 |      |
| ↘731 | ↘723  | ↘703  | ↘694 | ↘664 | ↗672 |      |

## Состав сельского поселения
| № | Населённый пункт | Тип населённого пункта       | Население |
| - | ---------------- | ---------------------------- | --------- |
| 1 | Бединка          | деревня                      | ↘7        |
| 2 | Ирюм             | деревня                      | ↘137      |
| 3 | Калмакова        | деревня                      | ↘14       |
| 4 | Луговая          | деревня                      | ↗7        |
| 5 | Овчинникова      | деревня                      | ↘0        |
| 6 | Помалово         | деревня                      | ↗26       |
| 7 | Самохвалово      | село, административный центр | ↘583      |
| 8 | Спасское         | деревня                      | ↘24       |
| 9 | Теплоухова       | деревня                      | ↘63       |